# آب‌انبار حاجی نوت
آب‌انبار حاجی نوت (چمن) مربوط به دوره پهلوی اول است و در اردکان، خیابان حائری، جنب خانه تقدیری واقع شده و این اثر در تاریخ ۱۰ خرداد ۱۳۸۲ با شمارهٔ ثبت ۹۱۲۵ به‌عنوان یکی از آثار ملی ایران به ثبت رسیده‌است.